# 綠岱蝽
綠岱蝽（学名：Dalpada smaragdina），别名绿背蝽、金綠岱椿象，为蝽科岱蝽屬下的一种椿象。成虫、若虫刺吸为害油桐、梧桐、茶、柑橘等。成、若虫吸食嫩梢及叶片、叶柄液汁，被害枝梢枯萎。

## 扩展阅读
1. ↑  钱皆兵主编. . 北京：中国农业科学技术出版社. 2012.07: 378. ISBN 978-7-5116-0888-8.
2. ↑  章士美编著. . 北京：科学出版社. 1985.08: 78–79. ISBN 7-03-004738-9.